# Старые Лиманокирпили
Старые Лиманокирпили — хутор в Приморско-Ахтарском районе Краснодарского края.
Входит в состав Степного сельского поселения.

## География
Старые Лиманокирпили находятся на высоте 21 м над уровнем моря, в 35 км от восточного побережья Азовского моря и 50 км к северо-западу от Тимашёвска.
Хутор расположен между двумя лиманами: Большим Орлиным (с запада) и Степнянским (с юго-востока).

## Население
| 2002 | 2010 |
| ---- | ---- |
| 8    | ↗13  |